# سر الأرض (مسلسل)

صورة شخصية القرموطي ، أحد الشخصيات الفريدة في البرنامج

سر الأرض هو مسلسل تلفزيوني مصري شهير تم بثه عام 1994وأستمر بثه حتى الآن، من إنتاج التلفزيون المصري ووزارة الزراعة يهدف الي نشر التوعية والنصائح والمعلومات الخاصة بالزراعة وما يخصها بالإضافة الي المشروعات الزراعية الأخرى (مثل تربية الحيوانات) وكان يتم بثه أسبوعيا يوم الجمعة علي القناة الأولى المصرية. ورغم كونه برنامج يستهدف فئة المزارعين إلا انه اثار إعجاب واهتمام العديد فئات الشعب من مختلف المراحل العمرية.

## أشهر الممثلون
تعاقب علي المسلسل العديد من الممثلون علي مدار سنوات طويلة، كانت الأدوار بسيطة وتتميز بالقصر (علي مدار حلقة واحدة) إلا أن أشهر من أشترك في المسلسل (حسب الترتيب الأبجدي):
| - أبو الفتوح عمارة - أحلام الجريتلي - أحمد أبو عبية - أحمد الشافعي - أحمد رزق - أحمد صيام - أحمد عقل - أمل إبراهيم - إنجي شرف - إبراهيم الشرقاوي - إسماعيل محمود - إنعام سالوسة - إيمان صلاح الدين - انتصار - تحية كاريوكا | - ثريا عز الدين - جليلة محمود - جميلة عزيز - حسام فياض - حسن الديب - حسن السبكي - حسين الشربيني - رانيا فتح الله - رضا إدريس - سامح الشجيع - سامي مغاوري - سامي عبد الحليم - سلوى عثمان - سليمان عيد - سميه الامام | - سناء يونس - شادية عبد الحميد - شريف صبحي - شريف صبري - شريف محسن - شعبان حسين - صبري عبد المنعم - عايدة غنيم - عايدة فهمي - عبد الله مشرف - عبد المنعم مدبولي - عبير صلاح الدين - عثمان عبد المنعم - عثمان محمد علي - عزة سعيد | - عفاف حمدي - علي حسنين - علي عزب - عليه الجباس - عماد رشاد - عمرو عبد الجليل - غريب محمود - فؤاد خليل - فادي خفاجة - فاروق نجيب - فتحية عبد الغني - لمياء الأمير - مؤمن حسن - ماجد الكدواني - ماجدة حمادة | - مجدي بدر - مجدي صبحي - محمد أبو داوود - محمد الصاوي - محمد جبريل - محمد شرف - محمد فريد - محمد كامل - محمود عامر - محمود مسعود - مخلص البحيري - ممدوح درويش - نادر حسن - نادية عزت - نادية فهمي | - ناصر شاهين - نبيل الهجرسي - نبيلة حسن - نجاح الموجي - نرمين كمال - نعمات عبد الناصر - نعيم عيسي - نهير أمين - نور قدري - هالة فاخر - هانم محمد - هاني كمال - هبة كامل - وفاء شهاب - يوسف عيد |

## فريق العمل
- إخراج: أحمد بدر الدين
- مدير تصوير: إبراهيم عتيق
- مساعد مخرج: عز بدر الدين
- تأليف: سيد عبد القادر - يحيى أحمد - أحمد عوض - مهدى يوسف
- موسيقى تصويرية : محمد علي سليمان
- غناء: أنغام

## روابط خارجية
- جميع حلقات مسلسل سر الأرض - علي موقع يوتيوب
- مسلسل سر الأرض - علي موقع الإدارة المركزية للإرشاد الزراعى - وزارة الزراعة المصرية